# کلارا ماتئو
کلارا ماتئو (انگلیسی: Clara Matéo؛ زادهٔ ۲۸ نوامبر ۱۹۹۷) بازیکن فوتبال اهل فرانسه است.
وی همچنین در تیم‌های ملی فوتبال France women's national under-17 football team, France women's national under-19 football team، و زنان فرانسه بازی کرده‌است.